# Lenno
Lenno est une ancienne commune de la province de Côme dans la région Lombardie en Italie, au bord du lac de Côme à 37 km de Côme. Elle a fusionné avec Mezzegra, Ossuccio et Tremezzo depuis le 25 mai 2014 pour former la commune de Tremezzina.

## Administration
| Période                                  | Période | Identité | Étiquette | Qualité |
| ---------------------------------------- | ------- | -------- | --------- | ------- |
|                                          |         |          |           |         |
| Les données manquantes sont à compléter. |         |          |           |         |

### Communes limitrophes
Bellagio, Bene Lario, Grandola ed Uniti, Lezzeno, Mezzegra, Ossuccio, Porlezza, Tremezzo.